# Rio Claia cu Brazi
O Rio Claia cu Brazi é um rio da Romênia, afluente do Ialomicioara, localizado no distrito de Dâmboviţa.